# 加那利舌鰨
加那利舌鰨為輻鰭魚綱鰈形目鰨亞目舌鰨科的其中一種，為熱帶魚類，分布於中東大西洋茅利塔尼亞、加那利群島至安哥拉半鹹水、海域，棲息深度10-300公尺，體長可達60公分，棲息在沙泥底質底層水域，生活習性不明，可做為食用魚。

## 扩展阅读
維基物種上的相關：加那利舌鰨